# Кудашево (Пестречинский район)
Кудашево — опустевшая деревня в Пестречинском районе Татарстана. Входит в состав Белкинского сельского поселения.

## География
Находится в северо-западной части Татарстана на расстоянии приблизительно 20 км на север-северо-восток по прямой от районного центра села Пестрецы у речки Нурминка (приток Мёши).

## История
Основана была еще во времена Казанского ханства.

## Население
Постоянных жителей было: в 1859—117, в 1897—187, в 1908—198, в 1920—192, в 1926—254, в 1949—173, в 1958—133, в 1970 — 47, в 1979 — 24, в 1989 — 6, в 2002—2 (русские 100 %), 0 в 2010.